# Хотхор
Хотхор (бур. Хотгор) — деревня в Заларинском районе Иркутской области России. Входит в состав Владимирского муниципального образования. Находится примерно в 13 км к юго-востоку от районного центра.

## Топонимика
По одной из версий, название Хотхор происходит от монгольского хотгор — впадина, низина, также кривой, согнутый.
По другой версии, топоним Хотхор (Хатхур) образован от бурятского хадхуур — колючка, шипы.

## История
Населённый пункт основан в 1856 году.
На 1926 год существовала заимка Хотхор, входившая в Заларинский сельсовет, где согласно переписи насчитывалось 14 дворов, 78 жителей (42 мужчины и 36 женщин).
В это же время существовал железнодорожный разъезд Хотхор, входивший в состав Ново-Черемховского сельсовета, где насчитывалось 2 двора, 8 жителей (4 мужчины и 4 женщины).

## Население
| 2002 | 2010 | 2011 | 2012 |
| ---- | ---- | ---- | ---- |
| 87   | ↘65  | →65  | ↗72  |

Гендерный состав
По данным Всероссийской переписи, в 2010 году в деревне проживало 65 человек (27 мужчин и 38 женщин).